# Герасименко, Виктор Иванович
Ви́ктор Ива́нович Герасиме́нко (1933—2005) — новатор в строительстве, машинист экскаватора и крана, Герой Социалистического Труда.

## Биография
Родился 4 марта 1933 года в селе Нижний Пяндж Бауманабадского района Таджикской ССР.
После окончания школы, с 1949 года — работал токарем на предприятиях города Душанбе. Окончил школу ФЗО. В дальнейшем, получив специальность машиниста экскаватора и крана, трудился на стройках страны.
С 1950 года работал машинистом экскаватора управления «Нижневыггэсстрой» (поселок Сосновец, Карелия), на строительстве Нижнебогостровской и Маткожненской ГЭС, входящих в Выгский каскад ГЭС. Затем машинистом экскаватора управления «Сталинградгидрострой» (город Волжский, ныне Волгоградской области). Поднимал первый ковш земли при возведении канала «Волга—Урал».
В 1952 году установил свой первый рекорд — вынул и погрузил за смену с экскаватором «Уралец» более 3700 м³ грунта, такого результата не добивались на строительстве Волго-Донского канала и Сталинградской ГЭС.
В 1952—1955 годах проходил службу в Советской Армии. Затем еще 2 года на строительстве канала Волга — Урал.
С 1957 года трудился машинистом экскаватора управления «Севгидрострой», на строительстве каскада Ковдинских гидроэлектростанций на Кольском полуострове (Мурманская область). Работал на мощном экскаватором «ЭКГ-4», ёмкость ковша 4 м³.
Трудился на строительстве Иовской ГЭС на реке Иова (пос. Зареченск) и строительстве Кумской ГЭС, на реке Кума, верхнее течение реки Ковда (единственная ГЭС филиала Кольский ОАО ТГК-1 расположенная за пределами Кольского полуострова).
В 1964—1968 годах продолжал трудиться «Севгидрострое», на строительстве крупной гидростанции на реке Воронья — Серебрянской ГЭС (посёлок Серебрянский). В 1968—1971 годах работал в дорожно-строительном управлении в поселке Шарья Кировской области.
С 1971 года Герасименко В. И. — в Управлении механизации строительства ПО «Камгэсэнергострой». Здесь опытному экскаваторщику была доверена самая мощная техника: экскаватор «ЭКГ-4,6» и электрический кран «Э-2503» грузоподъёмностью 20 т. Участник строительства заводов Камского автомобильного комплекса, фундамента под основание 2-й дымовой трубы ТЭЦ «КамАЗа», станции очистки воды, Елабужского водозабора.
Делегат XXV съезда профсоюзов СССР (1972).
Работал в управлении до выхода на пенсию в 1993 году.
Жил в городе Набережные Челны. Скончался 8 июля 2005 года.

## Награды
- Указом Президиума Верховного Совета СССР от 1 октября 1963 года за выдающиеся производственные успехи, достигнутые при сооружении каскада Ковдинских гидроэлектростанций на Кольском полуострове, внедрение новой техники и досрочный ввод энергетических мощностей Герасименко Виктору Ивановичу присвоено звание Героя Социалистического Труда с вручением ордена Ленина и золотой медали «Серп и Молот».
- Награждён орденами Ленина, Трудового Красного Знамени, медалями.
- В 1999 году присвоено звание «Почётный гражданин города Набережные Челны».

## Память
- В 2005 году на фасаде дома в Набережных Челнах, где жил Герасименко В. И., установлена мемориальная доска.[1]